# کیک تولد (ترانه)
«کیک تولد» تک‌آهنگی از هنرمند اهل باربادوس ریانا است. این تک‌آهنگ در آلبوم تاک دت تاک قرار داشت.